# Mendingin
Mendingin is een bestuurslaag in het regentschap Ogan Komering Ulu van de provincie Zuid-Sumatra, Indonesië. Mendingin telt 2043 inwoners (volkstelling 2010).